# La Rue des péchés
Pour plus de détails, voir Fiche technique et Distribution.
La Rue des péchés (Street of Sin) est un film américain réalisé par Mauritz Stiller, Ludwig Berger (non crédité), Lothar Mendes (non crédité) et Josef von Sternberg (non crédité) sorti en 1928.

## Synopsis
Film perdu.

## Fiche technique
- Titre : La Rue des péchés
- Titre original : Street of Sin
- Réalisation : Mauritz Stiller, Ludwig Berger (non crédité), Lothar Mendes (non crédité) et Josef von Sternberg (non crédité)
- Scénario : Chandler Sprague d'après une histoire de Benjamin Glazer et Josef von Sternberg
- Intertitres : Julian Johnson
- Photographie : Bert Glennon
- Montage : George Nichols Jr.
- Direction artistique : Hans Dreier et Edgar G. Ulmer
- Producteurs : Mauritz Stiller, Benjamin Glazer producteur associé, B. P. Schulberg producteur associé
- Société de production et de distribution : Paramount Pictures
- Pays de production :  États-Unis
- Format : Noir et blanc - 35 mm - 1,33:1  -  Muet
- Genre : Drame
- Durée : 70 minutes
- Date de sortie :
  - États-Unis : 26 mai 1928

## Distribution
- Emil Jannings : "Basher" Bill
- Fay Wray : Elizabeth
- Olga Baclanova : Annie
- Ernest W. Johnson : M. Smith
- George Kotsonaros : Iron Mike
- John Gough : Ami de Basher Bill
- Johnnie Morris : Ami de Basher Bill
- John Burdette : Publican